# Suzuki DR650RSE
Suzuki DR650RSE – japoński motocykl typu turystyczne enduro produkowany przez firmę Suzuki w latach 1992-1995.

## Dane techniczne/Osiągi
Silnik: single

Pojemność silnika: 641 cm³

Moc maksymalna: 45 KM/6800 obr./min

Maksymalny moment obrotowy: 55 Nm/5000 obr./min

Prędkość maksymalna: 163 km/h 

Przyspieszenie 0-100 km/h: 5,5s

### Dane techniczne
- Napęd: Jednocylindrowy, czterosuwowy, chłodzony olejem i powietrzem. Rozrząd typu OHC, cztery zawory na cylinder, gaźnik Mikuni 40mm, rozrusznik elektryczny.
- Podwozie: Rama stalowa, pojedyncza, zamknięta, widelec teleskopowy o średnicy rur nośnych 43mm i skoku 260mm, wahacz wleczony podparty centralnym elementem resorująco-tłumiącym o skoku 260 mm.
- Hamulce: pojedyncza pływająca tarcza o średnicy 290 mm z przodu, tarcza o średnicy 240 mm w tylnym kole.
- Wymiary i masy: Długość całkowita 2255 mm, rozstaw osi 1490mm, wysokość siodła 885mm, pojemność zbiornika paliwa 13 l, masa własna (pojazd gotowy do jazdy) 165kg. Dopuszczalna masa całkowita 355 kg.
- Osiągi: Prędkość maksymalna 156 km/h, przyspieszenie od 0 do 100 km/h w 6,6 sekundy, średnie zużycie paliwa 3,7-7,7 litra na 100 km.